# Leptarctia albiceps
Leptarctia albiceps är en fjärilsart som beskrevs av Rothschild 1933. Leptarctia albiceps ingår i släktet Leptarctia och familjen björnspinnare. Inga underarter finns listade i Catalogue of Life.